# Olga Zrihen

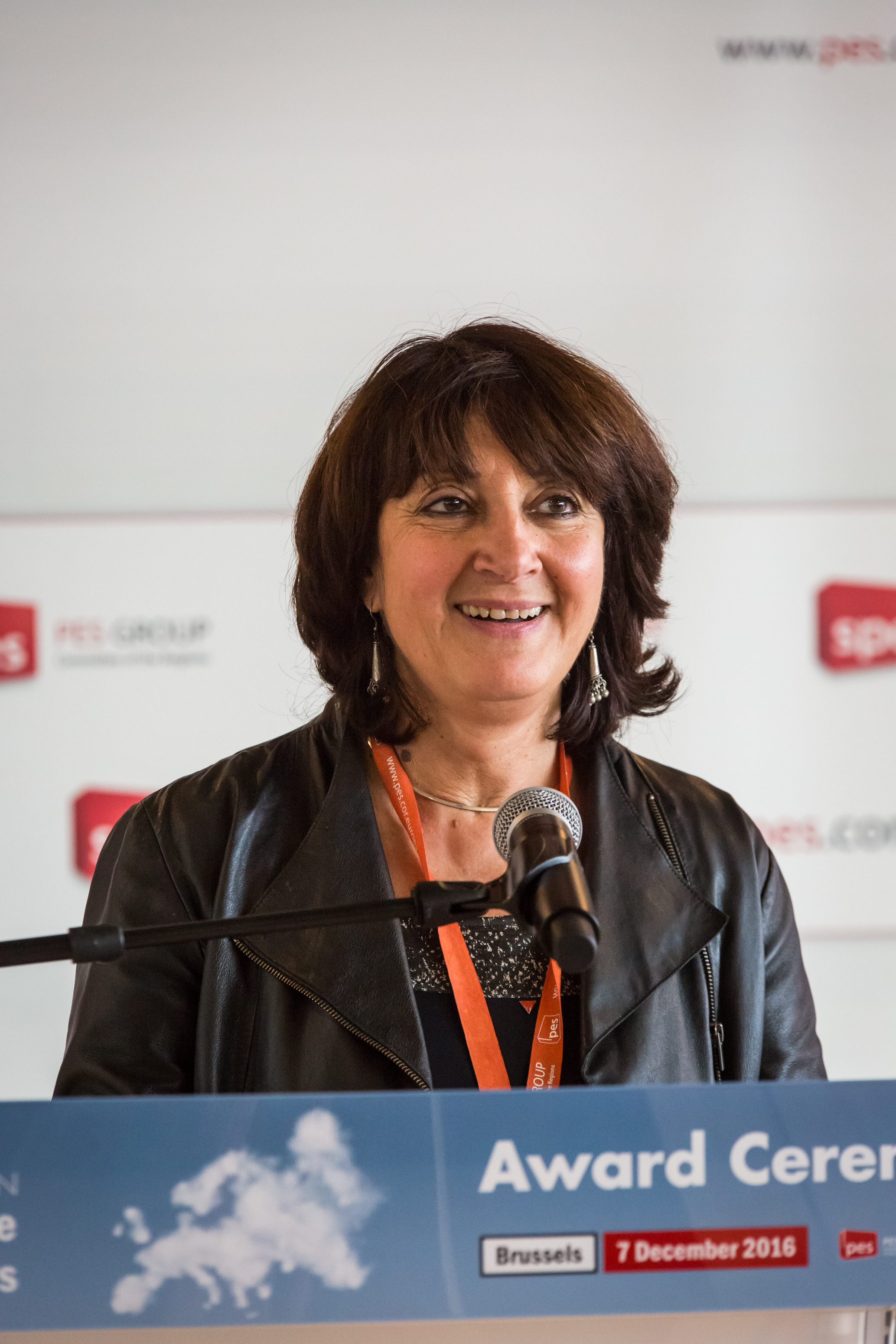
Olga Zrihen

Olga Zrihen (* 10. Januar 1953 in Casablanca) ist eine belgische Politikerin der Parti Socialiste.

## Leben
Zrihen entstammt einer jüdischen Familie aus Marokko. Von 2001 bis 2004 war Zrihen Abgeordnete im Europäischen Parlament. Sie war vom 28. Juni 2007 bis Juni 2011 Senatorin im Senat von Belgien. Zrihen wohnt in La Louvière.